# Oreocharis xiangguiensis
Oreocharis xiangguiensis är en tvåhjärtbladig växtart som beskrevs av Wen Tsai Wang och K.Y. Pan. Oreocharis xiangguiensis ingår i släktet Oreocharis och familjen Gesneriaceae. Inga underarter finns listade i Catalogue of Life.